# Emil Jørgensen (musiker)
 For alternative betydninger, se Emil Jørgensen. (Se også artikler, som begynder med Emil Jørgensen)
Emil Jørgensen (født 18. december 1972 i København) er en dansk musiker, medlem af indie-rockbandet Swan Lee og arbejder for Red Barnet. Han er tidligere formand for foreningen Danske Uafhængige Pladeselskaber (DUP) og har siddet i bestyrelsen for IMPALA (Independent Music Companies Association) og Merlin Network.

## Karriere
Emil Jørgensen voksede op i Skibeholt på Lolland, hvor han lærte at spille trommer på den lokale musikskole i Nykøbing Falster. Her mødte han som 13-årig guitaristen Jonas Struck, som han spillede med i fritiden, og et par år senere begyndte Emil at spille med sangerinden Pernille Rosendahl i reggae-bandet Rockae. Jonas og Emil spillede sammen i bandet Cactus Circle fra 1995 til 1998.
I 1996 etablerede Emil Jørgensen, Jonas Struck og Pernille Rosendahl indierock-bandet Swan Lee. Deres kamp og drøm om at få en pladekontrakt blev skildret af filminstruktør Christina Rosendahl i dokumentaren Stjernekigger fra 2002. Grundet afslag, lånte de 350.000 kr. i banken og startede deres eget pladeselskab GoGo Records, som har udgivet deres tre album; Enter (2001), Swan Lee (2004) og The Garden (2023). Emil Jørgensen fungerede i de tidlige år, som labelmanager og direktør for pladeselskabet. Bandet var frontrunners på DYI-bevægelsen i Danmark og blev et eksempel på iværksætteri i musikbranchen og har givet foredrag på skoler og universiteter. Efter opløsningen af Swan Lee i 2004, spillede Emil Jørgensen trommer på indspilninger med bl.a. Tim Christensen, Lars H.U.G og i Martin Halls band, men lagde trommerne på hylden for at fokusere på GoGo Records.
Pladeselskabet udgav Claus Hemplers solo album fra 2004. I 2006 etablerede han indie pladeselskabet Whiteout Music og i 2008 etablerede han jazz pladeselskabet ‘Blackout Music - the cutting-edge-copenhagen-based-jazz-label’, hvor han udgav en lang række artister som Jesper Zeuthen Trio, Anders Mogensen, Kasper Tranberg, Thunderstrucks og Yousef Lateef.
I 2006 afløste han Nikolaj Nørlund som formand for de Danske Uafhængige Pladeselskaber (DUP). Foreningen repræsenterede 30 små og mellemstore pladeselskaber herunder Crunchy Frog, Auditorium, Bad Afro Records og Cope Records.
I 2022 genoptog han trommespillet, da Swan Lee blev gendannet og gik i pladestudiet efter 17 års pause.
Han har en HD i Organisation og Ledelse fra Copenhagen Business School, og arbejder i dag i Red Barnet hvor han stod bag bandet’s kampagne ‘Love Will Keep You Warm’.

## Privatliv
Emil Jørgensen er gift med filminstruktør Christina Rosendahl og de har en datter sammen. Emil Jørgensen har desuden en søn fra et tidligere forhold, som bl.a. arbejder som musikproducer.

## Diskografi

### BMG - RCA
- Cactus Circle, Cactus Circle (1996)

### GoGo Records[18]
- Enter, Swan Lee (2001)
- Swan Lee, Swan Lee (2004)
- Claus Hempler (2004)
- The Garden, Swan Lee (2023)

### Whiteout Music[19]
- Hold Me Up Against the Light Like Money, Lupus (2006)
- Prag, Various artists (2006)
- Vision Du Lamarck, Bandapart (2007)
- Asta Nielsen, Towards the Light, Kasper Tranberg, Mads Hyhne, Jonas Struck og P.O. Jørgens (2007)
- Where Did We Go, Phonovectra (2007)
- Too Young to Die, Phonovectra (2007)
- Bomty Bomty, Prins Nitram (2008)
- Mono, Van Toornburg (2008)
- Oui Mari (2008)
- Twice in August, Kamille Lindholm (2015)

### Blackout Music
- Same, El Ray (2008)
- Vision du Lamarck, Bandapart (2008)
- Terracotta, Kasper Tranberg (2008)
- Real People (2008)
- Thunderstrucks (2008)
- The Universal Quartet feat. Yousef Lateef (2009)
- Jesper Zeuthen Trio (2010)
- Chasing Ray, El Ray (2010)
- Live, Jesper Zeuthen Trio (2011)
- Elektro Feat. John Tchicai (2011)
- Awakening, Reverse (2014)
- Cloud Talk, Rune Kjeldsen (2014)
- Jenno Struck (2014)